# Saint-Cyr-en-Arthies
Saint-Cyr-en-Arthies – miejscowość i gmina we Francji, w regionie Île-de-France, w departamencie Dolina Oise.
Według danych na rok 1990 gminę zamieszkiwały 194 osoby, a gęstość zaludnienia wynosiła 50 osób/km² (wśród 1287 gmin regionu Île-de-France Saint-Cyr-en-Arthies plasuje się na 997. miejscu pod względem liczby ludności, natomiast pod względem powierzchni na miejscu 760.).